# Верміліон (Огайо)
Верміліон (англ. Vermilion) — місто (англ. city) в США, в округах Лорейн і Ері штату Огайо. Населення — 10 659 осіб (2020).

## Географія
Верміліон розташований за координатами 41°24′29″ пн. ш. 82°19′2″ зх. д. / 41.40806° пн. ш. 82.31722° зх. д. (41.408005, -82.317254).  За даними Бюро перепису населення США в 2010 році місто мало площу 28,03 км², з яких 27,60 км² — суходіл та 0,43 км² — водойми.

## Демографія
Згідно з переписом 2010 року, у місті мешкали 10 594 особи в 4183 домогосподарствах у складі 3033 родин. Густота населення становила 378 осіб/км².  Було 4919 помешкань (176/км²).
Расовий склад населення:
| - 96,8 % — білих - 0,3 % — чорних або афроамериканців - 0,3 % — азіатів - 0,2 % — корінних американців |

До двох чи більше рас належало 1,8 %. Частка іспаномовних становила 2,8 % від усіх жителів.
За віковим діапазоном населення розподілялося таким чином: 22,6 % — особи молодші 18 років, 60,6 % — особи у віці 18—64 років, 16,8 % — особи у віці 65 років та старші. Медіана віку мешканця становила 43,5 року. На 100 осіб жіночої статі у місті припадало 94,5 чоловіків;  на 100 жінок у віці від 18 років та старших — 91,5 чоловіків також старших 18 років.
Середній дохід на одне домашнє господарство  становив 63 504 долари США (медіана — 50 499), а середній дохід на одну сім'ю — 72 833 долари (медіана — 61 404). Медіана доходів становила 51 013 долари для чоловіків та 29 390 доларів для жінок. За межею бідності перебувало 12,7 % осіб, у тому числі 16,5 % дітей у віці до 18 років та 7,3 % осіб у віці 65 років та старших.
Цивільне працевлаштоване населення становило 4641 осіб. Основні галузі зайнятості: освіта, охорона здоров'я та соціальна допомога — 22,5 %, виробництво — 18,4 %, роздрібна торгівля — 11,8 %, мистецтво, розваги та відпочинок — 11,6 %.